# Pál Jávor (calciatore)
Pál Jávor (Újpest, 5 febbraio 1907 – Budapest, 5 febbraio 1989) è stato un allenatore di calcio e calciatore ungherese, di ruolo attaccante.

## Carriera
Fu capocannoniere del campionato ungherese nel 1933.

## Statistiche

### Cronologia presenze e reti in Nazionale
| Cronologia completa delle presenze e delle reti in nazionale ― Ungheria | Cronologia completa delle presenze e delle reti in nazionale ― Ungheria | Cronologia completa delle presenze e delle reti in nazionale ― Ungheria | Cronologia completa delle presenze e delle reti in nazionale ― Ungheria | Cronologia completa delle presenze e delle reti in nazionale ― Ungheria | Cronologia completa delle presenze e delle reti in nazionale ― Ungheria | Cronologia completa delle presenze e delle reti in nazionale ― Ungheria | Cronologia completa delle presenze e delle reti in nazionale ― Ungheria |
| Data                                                                    | Città                                                                   | In casa                                                                 | Risultato                                                               | Ospiti                                                                  | Competizione                                                            | Reti                                                                    | Note                                                                    |
| ----------------------------------------------------------------------- | ----------------------------------------------------------------------- | ----------------------------------------------------------------------- | ----------------------------------------------------------------------- | ----------------------------------------------------------------------- | ----------------------------------------------------------------------- | ----------------------------------------------------------------------- | ----------------------------------------------------------------------- |
| 27/11/1932                                                              | Milano                                                                  | Italia                                                                  | 4 – 2                                                                   | Ungheria                                                                | Amichevole                                                              | -                                                                       |                                                                         |
| Totale                                                                  |                                                                         | Presenze                                                                | 1                                                                       |                                                                         | Reti                                                                    | 0                                                                       |                                                                         |

## Palmarès

### Giocatore

#### Club

##### Competizioni nazionali
- Campionato ungherese: 2

Újpest: 1932-1933, 1934-1935

##### Competizioni internazionali
- Coppa dell'Europa Centrale: 1

Újpest: 1929

#### Individuale
- Capocannoniere del campionato ungherese: 1

1932-1933 (31 gol)

### Allenatore
- Campionato ungherese: 5  (record condiviso con Jimmy Hogan)

Csepel: 1941-1942, 1942-1943, 1958-1959
Újpest: 1945-1946, 1946-1947
- Seconda divisione ungherese: 1

Haladás: 1965-1966